# Francesc Layret i Foix
Francesc Layret i Foix (Barcelona, 12 de juliol de 1880 - 30 de novembre de 1920) fou un polític i advocat català, defensor del moviment obrer. Layret va ser un pioner del dret laboral i un referent polític, amb Lluís Companys i Salvador Seguí, de l'obrerisme i les esquerres catalanes de les primeres dues dècades del segle xx. Tots tres representaven un triangle de republicanisme, catalanisme i obrerisme que potencialment podia permetre capgirar les bases de poder del règim, tombar la monarquia i acabar amb la Restauració borbònica.

## Biografia
El seu pare Francesc Layret i Rico era rellotger nascut a Vinaròs i d'idees republicanes, i la seva mare Ramona Foix i Prats era natural de Barcelona. Germà d'Eduard Layret i Foix. Fill de família benestant, en la infantesa es va veure afectat per una paràlisi, va perdre la mobilitat de les dues cames i va haver d'utilitzar crosses tota la seva vida, fet pel qual la poeta Maria-Mercè Marçal l'anomenà «la crossa del poble». Això va fer que llegís moltíssim gràcies a la gran biblioteca que tenien a casa. A més, parlava català, castellà, anglès i italià. Va compartir aules d'estudi als setze anys amb Lluís Companys al Liceu Poliglot del Passeig de Gràcia. Més tard cursà alhora les carreres de Dret i Filosofia en quatre anys a la Universitat de Barcelona.

### Activitat política
A l'inici del segle xx va participar en la fundació de l'Associació Escolar Republicana i en la de l'Ateneu Enciclopèdic Popular, del qual va redactar els estatuts. El 1905 va ingressar a Unió Republicana, partit pel qual va ser elegit regidor de l'Ajuntament de Barcelona. Al consistori va destacar per una sensibilitat que mesclava catalanisme i defensa dels treballadors. Va participar en el departament d'Hisenda del consistori i va ser un dels promotors, el 1908, del pressupost extraordinari de cultura que dotava la ciutat d'escoles municipals gratuïtes, mixtes (amb nens i nenes a la mateixa aula), sense que s'adoctrinés en religió, impartint formació religiosa només a aquelles famílies que ho demanessin, i en les quals l'ensenyament s'impartiria en català. Una escola moderna en línia amb els corrents més progressistes de la pedagogia. El projecte va desfermar una forta controvèrsia, però va ser aprovat. Val a dir, però, que no es duria a terme fins als anys de la Segona República.
Va participar en Solidaritat Catalana i, junt amb alguns dissidents de la Lliga Regionalista, va fundar el Centre Nacionalista Republicà el 1906, així com la Unió Federal Nacionalista Republicana el 1910, essent també articulista del periòdic El Poble Català. Amb el desenvolupament de la Primera Guerra Mundial, va prendre una postura francòfila, tot i que inicialment s'havia postulat per la neutralitat. El 1917 va ser un dels impulsors del Partit Republicà Català amb Lluís Companys, Ramon Noguer i Marcel·lí Domingo. L'òrgan d'expressió del partit era el diari La Lucha, fundat per Layret el 1916. El diari es caracteritzava per les seves campanyes en favor del republicanisme i el nacionalisme. El 1919 va ser elegit diputat al Congrés dels Diputats per Sabadell però les Corts es van dissoldre i es van convocar eleccions pel desembre de l'any següent. L'octubre de 1920 fundà a Sabadell el setmanari L'Avenir.
El despatx d'advocat de Layret era un recurs al qual acudien els dirigents de la Confederació Nacional del Treball (CNT) davant de casos d'obrers processats als quals no cobrava honoraris. Alguns casos es van fer cèlebres, com quan Layret va defensar els ferroviaris acomiadats per haver secundat les vagues revolucionàries de l'agost del 1917. No va aconseguir la seva absolució, però la fermesa dels seus arguments va fer créixer la seva popularitat. L'èxit de l'anarcosindicalisme i la seva confluència amb els sectors de classes mitjanes suposava una veritable amenaça per al manteniment de la monarquia i els beneficiaris del règim.

### Mort

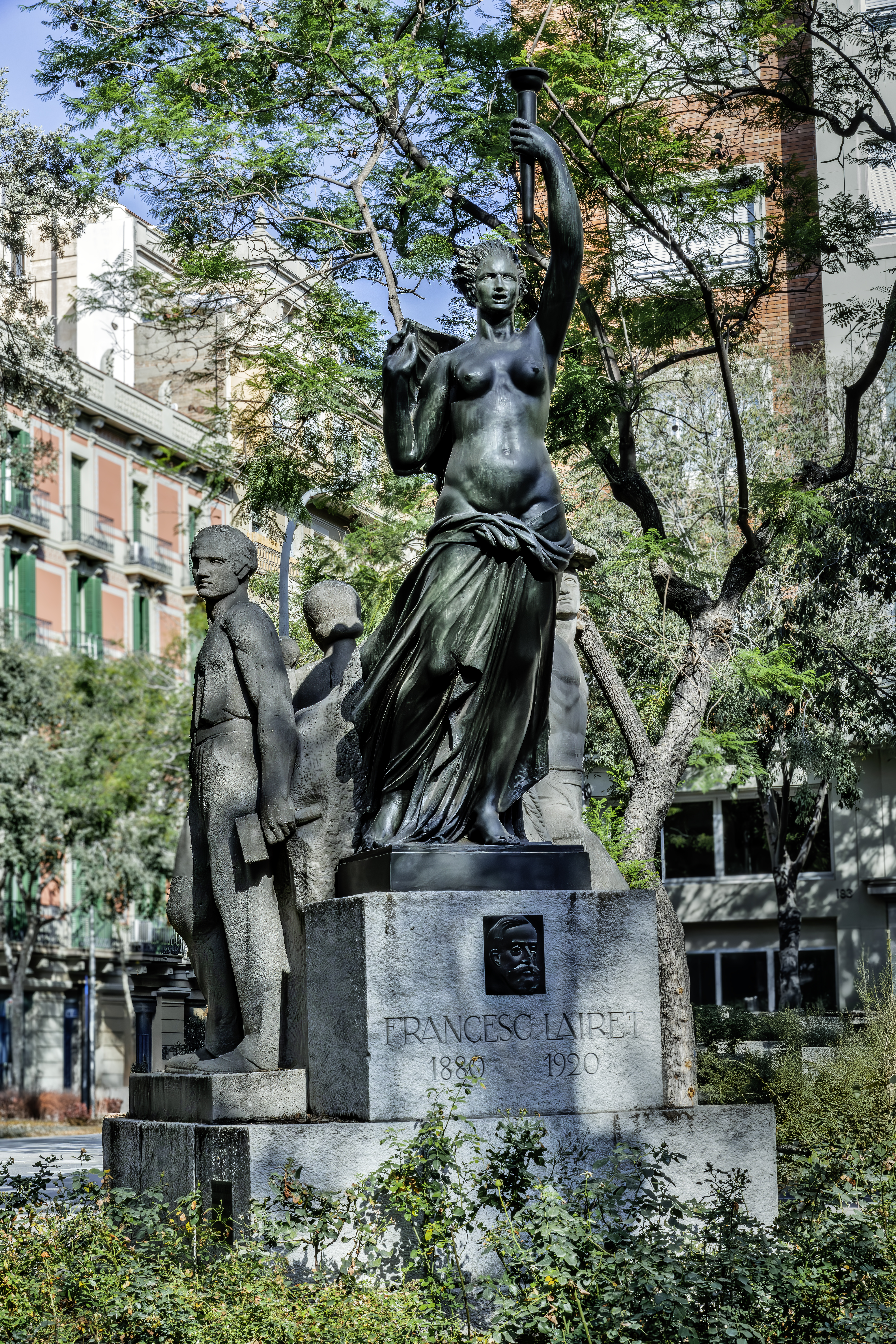
Monument a Francesc Layret a la plaça Goya, al barri de Sant Antoni de Barcelona

El 30 de novembre de 1920 el nou governador civil de Barcelona, Severiano Martínez Anido, responsable de la brutal repressió contra el moviment obrer que havia posat contra les cordes la burgesia i l'Estat espanyol amb la vaga de La Canadenca el 1919 (que acaba amb un èxit de mobilització, la demostració de la força de la CNT i l’obtenció de la jornada laboral de vuit hores), va realitzar la detenció de 64 militants sindicals i polítics republicans d'esquerres, com Salvador Seguí i Lluís Companys, amb la intenció de deportar-los al penal de La Mola a Maó a bord del vaixell Giralda.

El mateix dia, a les 6 de la tarda, en el moment en què Layret abandonava el seu domicili al número 26 del carrer Balmes per interessar-se i provar d'intercedir pels detinguts, va ser assaltat per un grup de pistolers format per quatre individus a sou de la patronal amb gavardines, barrets caiguts sobre el front i bufandes que els tapaven la cara, li van disparar al front, als dos pòmuls, a l'aixella dreta, a l'espatlla i al nas. Set trets letals. Els agressors van fugir pel carrer de la Diputació i la Gran Via de les Corts Catalanes, on els esperaven vehicles privats. A Layret el van traslladar al dispensari del carrer Sepúlveda, on només va poder dir que els agressors estaven esperant-lo al portal de casa seva. Com a testimonis hi havia el senyor Rodríguez, l'home que sempre acompanyava i ajudava Layret, que tenia les cames immobilitzades des que tenia dos anys, i Mercè Micó, aleshores esposa de Lluís Companys, que l'esperava al cotxe. Layret moriria a les vuit del vespre.Dos dies després, el 2 de desembre, a les 3 de la tarda, es va organitzar una vaga general en protesta per la seva mort i el seu funeral es va convertir en un acte polític. El seguici fúnebre fou encapçalat per Eugeni d'Ors i Nicolau d'Olwer, va avançar cap a la plaça de Catalunya per a baixar Rambla avall cap al Paral·lel. La mostra de dol popular es va convertir en una manifestació política i la Guàrdia Civil i l'exèrcit va carregar contra la multitud, provocant la caiguda del taüt que contenia les restes del famós advocat laboralista. La policia va disparar a la multitud i es van comptar desenes de ferits.

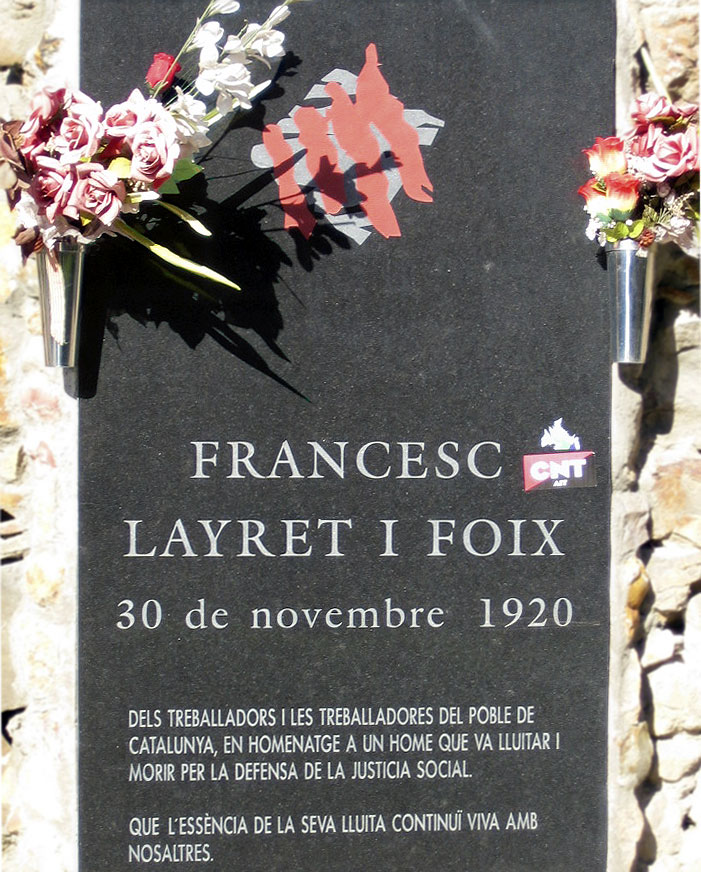
Tomba de Francesc Layret a Montjuïc

La seva tomba és al cementiri de Montjuïc i té un monument a plaça de Goya de Barcelona. Maria-Mercè Marçal li reté homenatge amb el poema «A Layret»:
| « | A LAYRET 30 de novembre de 1920 Vint bales foren, vint bales ai!, quan trencava la nit! Dia trenta de novembre, nit d'hores decapitades! Vint bales foren, vint bales! Dia trenta de novembre, nit sense alba de matí! Ai!, com moria la nit! Caigué la crossa del poble! Segaren l'alè de l'aire! Vint bales foren, vint bales! Malhaja qui no ho recorda, vint escorpins al seu pit! Ai!, com sagnava la nit! | » |

## Pensament polític
Layret s'adscrigué des de jove al republicanisme, amb una forta influència de Francesc Pi i Margall, i també fou un defensor del catalanisme i de la llengua catalana. La seva defensa i compromís amb la causa dels obrers l'acostaren tant al pensament llibertari com, sobretot, al socialisme. A partir de 1917 Layret es mostrà molt influit per la Revolució Russa en considerar que representava «el traspàs de poder polític i econòmic de la classe burgesa a la classe proletària talment la Revolució Francesa havia comportat el traspàs del poder de la noblesa, el clergat i l'exèrcit a la burgesia». Aquesta influència fou significativa en el seu pensament i la seva acció política. Així, Layret proposà l'adhesió del Partit Republicà Català a la III Internacional, i demanà al Congrés dels Diputats el reconeixement d'Espanya del nou estat soviètic el març de 1920.
Just abans de ser assassinat, esmerçà esforços en muntar una candidatura per a les eleccions de 1920 amb el concurs de la Unió General de Treballadors i del Partit Socialista Obrer Espanyol, del republicanisme català i la participació d'alguns militants de la Confederació Nacional del Treball. Layret era de les poques persones que tenia capacitat per fer possible un projecte conjunt entre el moviment obrer i l'esquerra catalanista, fet que podria haver significat un gran salt perquè fins aleshores eren dues lluites que anaven en paral·lel, allò que tot just en iniciar la dècada de 1910 desitjava Gabriel Alomar: «la constitució d'un socialisme ben socialista, però que parlés català!».